# Sevilla Fútbol Club 2025-2026
Questa voce raccoglie le informazioni riguardanti il Sevilla Fútbol Club nelle competizioni ufficiali della stagione 2025-2026.

## Maglie e sponsor
|  | Casa | Trasferta | Terza maglia |

## Rosa
Rosa e numerazione aggiornate al 15 agosto 2025. 
| N. |                     | Ruolo | Calciatore                |
| -- | ------------------- | ----- | ------------------------- |
| 1  | Spagna (bandiera)   | P     | Álvaro Fernández          |
| 2  | Spagna (bandiera)   | D     | José Ángel Carmona        |
| 3  | Spagna (bandiera)   | D     | Adrià Pedrosa             |
| 4  | Spagna (bandiera)   | D     | Kike Salas                |
| 5  | Francia (bandiera)  | C     | Tanguy Nianzou            |
| 6  | Serbia (bandiera)   | C     | Nemanja Gudelj (capitano) |
| 7  | Spagna (bandiera)   | A     | Isaac Romero              |
| 8  | Spagna (bandiera)   | C     | Joan Jordán               |
| 9  | Nigeria (bandiera)  | A     | Akor Adams                |
| 10 | Belgio (bandiera)   | A     | Dodi Lukebakio            |
| 12 | Cile (bandiera)     | D     | Gabriel Suazo             |
| 13 | Norvegia (bandiera) | P     | Ørjan Nyland              |
| 14 | Spagna (bandiera)   | A     | Peque                     |
| 16 | Spagna (bandiera)   | A     | Juanlu                    |
| 17 | Spagna (bandiera)   | A     | Alfon González            |
| 18 | Francia (bandiera)  | C     | Lucien Agoumé             |

| N. |                     | Ruolo | Calciatore           |
| -- | ------------------- | ----- | -------------------- |
| 20 | Svizzera (bandiera) | C     | Djibril Sow          |
| 21 | Nigeria (bandiera)  | A     | Chidera Ejuke        |
| 22 | Francia (bandiera)  | D     | Loïc Badé            |
| 23 | Brasile (bandiera)  | D     | Marcão               |
| 24 | Belgio (bandiera)   | A     | Adnan Januzaj        |
| 27 | Belgio (bandiera)   | C     | Stanis Idumbo        |
| 28 | Spagna (bandiera)   | C     | Manu Bueno           |
| 32 | Spagna (bandiera)   | D     | Andrés Castrín       |
| 33 | Spagna (bandiera)   | P     | Rafa Romero          |
| 35 | Spagna (bandiera)   | D     | Ramón Martínez       |
|    | Grecia (bandiera)   | P     | Odysseas Vlachodīmos |
|    | Spagna (bandiera)   | C     | Pedro Ortiz          |
|    | Nigeria (bandiera)  | A     | Kelechi Iheanacho    |
|    | Spagna (bandiera)   | A     | Rafa Mir             |
|    | Svizzera (bandiera) | A     | Ruben Vargas         |

## Calciomercato

### Sessione estiva
| Acquisti         | Acquisti         | Acquisti         | Acquisti         |
| R.               | Nome             | da               | Modalità         |
| Altre operazioni | Altre operazioni | Altre operazioni | Altre operazioni |
| R.               | Nome             | da               | Modalità         |
| ---------------- | ---------------- | ---------------- | ---------------- |

| Cessioni         | Cessioni         | Cessioni         | Cessioni         |
| R.               | Nome             | a                | Modalità         |
| Altre operazioni | Altre operazioni | Altre operazioni | Altre operazioni |
| R.               | Nome             | a                | Modalità         |
| ---------------- | ---------------- | ---------------- | ---------------- |

### Sessione invernale(dal 2/1 al 31/1)
| Acquisti         | Acquisti         | Acquisti         | Acquisti         |
| R.               | Nome             | da               | Modalità         |
| Altre operazioni | Altre operazioni | Altre operazioni | Altre operazioni |
| R.               | Nome             | da               | Modalità         |
| ---------------- | ---------------- | ---------------- | ---------------- |

| Cessioni         | Cessioni         | Cessioni         | Cessioni         |
| R.               | Nome             | a                | Modalità         |
| Altre operazioni | Altre operazioni | Altre operazioni | Altre operazioni |
| R.               | Nome             | da               | Modalità         |
| ---------------- | ---------------- | ---------------- | ---------------- |

## Risultati

### Primera División

#### Girone di andata
| Arbitro: | Hernández Maeso |

|                                                   |           |                          |
| N. Williams 36’ (rig.) Sannadi 43’ R. Navarro 81’ | Marcatori | 60’ Lukebakio 72’ Agoumé |

| Siviglia 25 agosto 2025, ore 21:30 CEST 2ª giornata | Siviglia | – referto | Getafe | Stadio Ramón Sánchez-Pizjuán |

| Gerona 30 agosto 2025, ore 19:30 CEST 3ª giornata | Girona | – referto | Siviglia | Stadio Montilivi |

| Siviglia 4ª giornata | Siviglia | – referto | Elche | Stadio Ramón Sánchez-Pizjuán |

| Vitoria-Gasteiz 5ª giornata | Alavés | – referto | Siviglia | Mendizorrotza |

| Siviglia 6ª giornata | Siviglia | – referto | Villarreal | Stadio Ramón Sánchez-Pizjuán |

## Statistiche

### Statistiche di squadra
| Competizione | Punti | In casa | In casa | In casa | In casa | In casa | In casa | In trasferta | In trasferta | In trasferta | In trasferta | In trasferta | In trasferta | Totale | Totale | Totale | Totale | Totale | Totale | DR |
| Competizione | Punti | G       | V       | N       | P       | Gf      | Gs      | G            | V            | N            | P            | Gf           | Gs           | G      | V      | N      | P      | Gf     | Gs     | DR |
| ------------ | ----- | ------- | ------- | ------- | ------- | ------- | ------- | ------------ | ------------ | ------------ | ------------ | ------------ | ------------ | ------ | ------ | ------ | ------ | ------ | ------ | -- |
| Liga         | 0     |         |         |         |         |         |         | 1            | 0            | 0            | 1            | 2            | 3            | 1      | 0      | 0      | 1      | 2      | 3      | -1 |
| Coppa del Re | -     |         |         |         |         |         |         |              |              |              |              |              |              |        |        |        |        |        |        |    |
| Totale       | -     |         |         |         |         |         |         | 1            | 0            | 0            | 1            | 2            | 3            | 1      | 0      | 0      | 1      | 2      | 3      | -1 |

### Andamento in campionato
| Giornata  | 1 | 2 | 3 | 4 | 5 | 6 | 7 | 8 | 9 | 10 | 11 | 12 | 13 | 14 | 15 | 16 | 17 | 18 | 19 | 20 | 21 | 22 | 23 | 24 | 25 | 26 | 27 | 28 | 29 | 30 | 31 | 32 | 33 | 34 | 35 | 36 | 37 | 38 |
| --------- | - | - | - | - | - | - | - | - | - | -- | -- | -- | -- | -- | -- | -- | -- | -- | -- | -- | -- | -- | -- | -- | -- | -- | -- | -- | -- | -- | -- | -- | -- | -- | -- | -- | -- | -- |
| Luogo     | T |   |   |   |   |   |   |   |   |    |    |    |    |    |    |    |    |    |    |    |    |    |    |    |    |    |    |    |    |    |    |    |    |    |    |    |    |    |
| Risultato | P |   |   |   |   |   |   |   |   |    |    |    |    |    |    |    |    |    |    |    |    |    |    |    |    |    |    |    |    |    |    |    |    |    |    |    |    |    |
| Posizione |   |   |   |   |   |   |   |   |   |    |    |    |    |    |    |    |    |    |    |    |    |    |    |    |    |    |    |    |    |    |    |    |    |    |    |    |    |    |

### Statistiche dei giocatori
Sono in corsivo i calciatori che hanno lasciato la società a stagione in corso.
| Giocatore      | Liga     | Liga | Liga        | Liga       | Coppa del Re | Coppa del Re | Coppa del Re | Coppa del Re | Totale   | Totale | Totale      | Totale     |
| Giocatore      | Presenze | Reti | Ammonizioni | Espulsioni | Presenze     | Reti         | Ammonizioni  | Espulsioni   | Presenze | Reti   | Ammonizioni | Espulsioni |
| -------------- | -------- | ---- | ----------- | ---------- | ------------ | ------------ | ------------ | ------------ | -------- | ------ | ----------- | ---------- |
| A. Adams       | 1        | 0    | 0           | 0          | 0            | 0            | 0            | 0            | 1        | 0      | 0           | 0          |
| Alfon          | 0        | 0    | 0           | 0          | 0            | 0            | 0            | 0            | 0        | 0      | 0           | 0          |
| L. Antonetti   | 0        | 0    | 0           | 0          | 0            | 0            | 0            | 0            | 0        | 0      | 0           | 0          |
| L. Agoumé      | 1        | 1    | 1           | 0          | 0            | 0            | 0            | 0            | 1        | 1      | 1           | 0          |
| L. Badé        | 0        | 0    | 0           | 0          | 0            | 0            | 0            | 0            | 0        | 0      | 0           | 0          |
| V. Barco       | 0        | 0    | 0           | 0          | 0            | 0            | 0            | 0            | 0        | 0      | 0           | 0          |
| D. Benavides   | 0        | 0    | 0           | 0          | 0            | 0            | 0            | 0            | 0        | 0      | 0           | 0          |
| M. Bueno       | 0        | 0    | 0           | 0          | 0            | 0            | 0            | 0            | 0        | 0      | 0           | 0          |
| J. Carmona     | 1        | 0    | 0           | 0          | 0            | 0            | 0            | 0            | 1        | 0      | 0           | 0          |
| A. Castrín     | 1        | 0    | 1           | 0          | 0            | 0            | 0            | 0            | 1        | 0      | 1           | 0          |
| A. Collado     | 0        | 0    | 0           | 0          | 0            | 0            | 0            | 0            | 0        | 0      | 0           | 0          |
| I. Domínguez   | 0        | 0    | 0           | 0          | 0            | 0            | 0            | 0            | 0        | 0      | 0           | 0          |
| C. Ejuke       | 1        | 0    | 0           | 0          | 0            | 0            | 0            | 0            | 1        | 0      | 0           | 0          |
| Á. Fernández   | 0        | 0    | 0           | 0          | 0            | 0            | 0            | 0            | 0        | 0      | 0           | 0          |
| N. Gudelj      | 1        | 0    | 0           | 0          | 0            | 0            | 0            | 0            | 1        | 0      | 0           | 0          |
| D. Hormigo     | 0        | 0    | 0           | 0          | 0            | 0            | 0            | 0            | 0        | 0      | 0           | 0          |
| S. Idumbo      | 1        | 0    | 0           | 0          | 0            | 0            | 0            | 0            | 1        | 0      | 0           | 0          |
| K. Iheanacho   | 0        | 0    | 0           | 0          | 0            | 0            | 0            | 0            | 0        | 0      | 0           | 0          |
| A. Januzaj     | 1        | 0    | 0           | 0          | 0            | 0            | 0            | 0            | 1        | 0      | 0           | 0          |
| J. Jordán      | 0        | 0    | 0           | 0          | 0            | 0            | 0            | 0            | 0        | 0      | 0           | 0          |
| Juanlu         | 1        | 0    | 0           | 0          | 0            | 0            | 0            | 0            | 1        | 0      | 0           | 0          |
| D. Lukebakio   | 1        | 1    | 0           | 0          | 0            | 0            | 0            | 0            | 1        | 1      | 0           | 0          |
| Marcão         | 1        | 0    | 0           | 0          | 0            | 0            | 0            | 0            | 1        | 0      | 0           | 0          |
| R. Martínez    | 0        | 0    | 0           | 0          | 0            | 0            | 0            | 0            | 0        | 0      | 0           | 0          |
| M. Mejía       | 0        | 0    | 0           | 0          | 0            | 0            | 0            | 0            | 0        | 0      | 0           | 0          |
| R. Mir         | 0        | 0    | 0           | 0          | 0            | 0            | 0            | 0            | 0        | 0      | 0           | 0          |
| T. Nianzou     | 0        | 0    | 0           | 0          | 0            | 0            | 0            | 0            | 0        | 0      | 0           | 0          |
| Ø. Nyland      | 1        | -3   | 0           | 0          | 0            | -0           | 0            | 0            | 1        | -3     | 0           | 0          |
| P. Ortiz       | 0        | 0    | 0           | 0          | 0            | 0            | 0            | 0            | 0        | 0      | 0           | 0          |
| Á. Pascual     | 0        | 0    | 0           | 0          | 0            | 0            | 0            | 0            | 0        | 0      | 0           | 0          |
| A. Pedrosa     | 0        | 0    | 0           | 0          | 0            | 0            | 0            | 0            | 0        | 0      | 0           | 0          |
| Peque          | 0        | 0    | 0           | 0          | 0            | 0            | 0            | 0            | 0        | 0      | 0           | 0          |
| I. Romero      | 1        | 0    | 0           | 0          | 0            | 0            | 0            | 0            | 1        | 0      | 0           | 0          |
| K. Salas       | 1        | 0    | 0           | 0          | 0            | 0            | 0            | 0            | 1        | 0      | 0           | 0          |
| B. Soumaré     | 0        | 0    | 0           | 0          | 0            | 0            | 0            | 0            | 0        | 0      | 0           | 0          |
| D. Sow         | 1        | 0    | 0           | 0          | 0            | 0            | 0            | 0            | 1        | 0      | 0           | 0          |
| G. Suazo       | 0        | 0    | 0           | 0          | 0            | 0            | 0            | 0            | 0        | 0      | 0           | 0          |
| R. Vargas      | 0        | 0    | 0           | 0          | 0            | 0            | 0            | 0            | 0        | 0      | 0           | 0          |
| O. Vlachodīmos | 0        | -0   | 0           | 0          | 0            | -0           | 0            | 0            | 0        | -0     | 0           | 0          |